# エイジング総合研究センター
一般社団法人エイジング総合研究センター（エイジングそうごうセンター）は、元内閣府政策統括官生社会政策担当所管の社団法人。

## 概要
- 所在：東京都千代田区神田須田町2-23SSビル
- 設立：1985年3月30日
- 理事長：吉田成良